# Kistarna
Kistarna település Ukrajnában, Kárpátalján.

## Fekvése
Nagyszőlőstől keletre, Csarnatő és Nagytarna közt fekvő település.

## Története
1910-ben 934 lakosából 60 magyar, 10 német, 856 ruszin volt. Ebből 12 római katolikus, 869 görögkatolikus, 53 izraelita volt. A trianoni békeszerződés előtt Ugocsa vármegye Tiszántúli járásához tartozott.